# Шарлемань, Иосиф Иванович

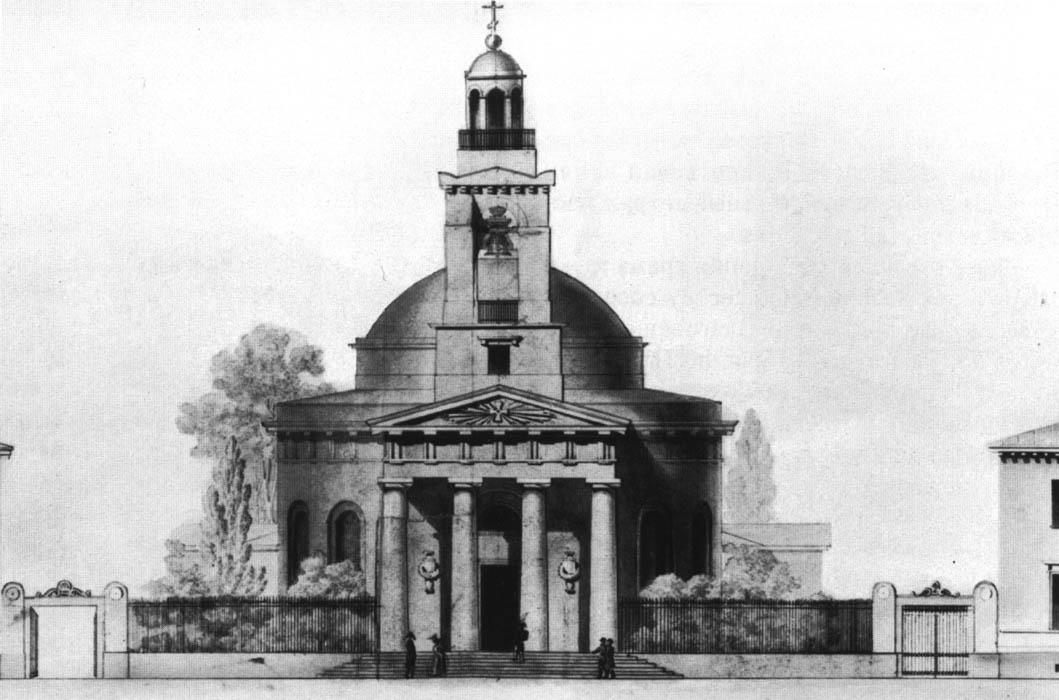
Проект Владимирской церкви при Орлово-Новосильцевском благотворительном заведении

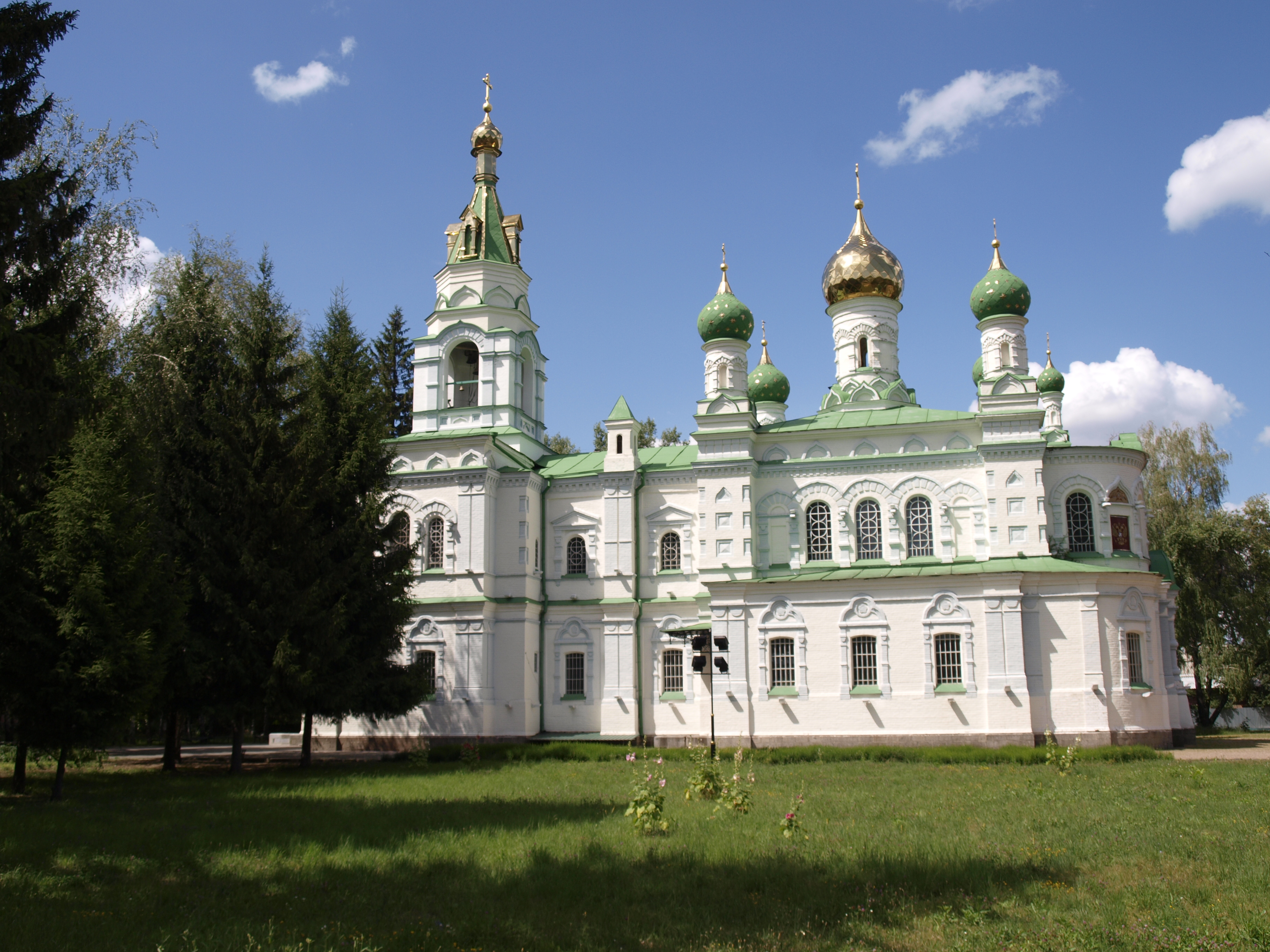
Сампсониевская церковь на поле Полтавской битвы

Ио́сиф Ива́нович Шарлема́нь (Шарлемань 1-й, 25 октября (5 ноября) 1782 — 26 ноября (8 декабря) 1861) — русский архитектор, почётный вольный общник Императорской Академии художеств, статский советник.
Сын Жана-Батиста Шарлеманя, старший брат Людовика Ивановича Шарлеманя («Шарлеманя 2-го»), отец академика живописи Адольфа Шарлеманя и академика архитектуры Иосифа Шарлеманя.

## Биография
В 1797 году поступил пенсионером в Академию художеств, где не раз отмечался высшими наградами, в том числе за проекты Медико-хирургической академии и карантинного лазарета.

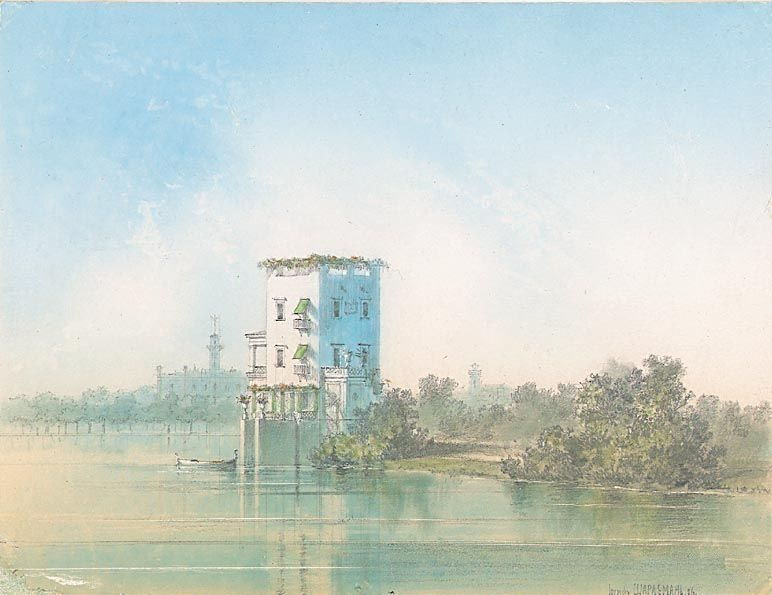
Ольгин остров, Петергоф. Картина Шарлемань И.И., сер.XIX в.

1 сентября 1803 года Шарлемань был выпущен из Академии художеств с аттестатом первой степени и шпагой, но занятий в Академии не прекратил, а по личной своей просьбе остался работать при ней, «дабы приобресть вящие успехи не яко уже ученик, а как художник». Поступив затем на государственную службу, он по должности занимался составлением проектов и осуществлением строительства казённых зданий.
Деятельность Шарлеманя не ограничивалась районом Петербурга. Как придворный архитектор, он часто должен был ездить вместе с членами императорской семьи или по их поручениям. Например, 6 августа 1825 года, тотчас же после своей женитьбы, по случаю переселения императорского двора в Таганрог он вместе с Бабкиным был командирован туда для приготовления нужных помещений. Состоял архитектором при Государственном Контроле и членом Общего Присутствия в Департаменте проектов и смет при Главном Управлении путей сообщения.
Неоднократно награждался орденами, включая орден Святого Владимира третьей степени.
Был похоронен на Выборгском католическом кладбище; могила уничтожена.

## Основные постройки
- См. также: Здания, спроектированные Иосифом Шарлеманем
- здание Министерства внутренних дел в Петербурге
- здание Медицинского департамента в Петербурге
- пять кавалерских каменных домов, театр, казармы для гвардейского экипажа и деревянный придворный манеж в Петергофе
- распланирован, а частью и застроен Новый Петергоф
- Готический колодец в Александрии
- церковь Святого Иоанна в Мартышкино (Тюрё)
- чертежи и наблюдение за строительством многих павильонов в Павловске
- церковь Святого князя Владимира при Орлово-Новосильцевском благотворительном заведении в Петербурге на Выборгском шоссе
- надвратный храм с колокольней Великомученицы Екатерины и мученицы Августы в Введенском Тихвинском женском монастыре (постройка с реконструкцией 1834–1836 гг.)[2]
- дом князей Барятинских на Сергиевской улице (ныне улица Чайковского)
- проект дома для военного губернатора в Казани
- проект Сампсониевской церкви на поле Полтавской битвы
- перестройка Литовского замка в Петербурге
- проекты зданий на Кавказских Минеральных Водах[3]
- Троицкий собор в Енотаевске[4]
- Дом военного губернатора в Нижнем Новгороде
- Александро-Невский кафедральный собор в Симферополе, совместно с И. Ф. Колодиным 1816—1829 годы, (взорван в 1930 году, восстановлен в 2003—2015 по оригинальному проекту)[5]
- памятник мичману Александру Докашенко в Летнем саду Кронштадта (1829)[6]
- Храм Рождества Христова (Нижняя Добринка)